# Mark I (carro de combate)
Mark I fue un vehículo sobre orugas desarrollado por el Ejército Británico durante la Primera Guerra Mundial y el primer tanque del mundo. El Mark I entró en servicio en agosto de 1916 y fue empleado en combate por primera vez la mañana del 15 de septiembre de 1916 durante la Batalla de Flers-Courcelette, parte de la Batalla del Somme. Nacido de la necesidad de romper el dominio de las trincheras y ametralladoras en los campos de batalla del Frente Occidental, fue el primer vehículo en ser llamado "tanque" como una forma de mantener su secreto y ocultar su verdadero propósito. Fue desarrollado para ser capaz de cruzar trincheras, resistir disparos de armas ligeras, viajar a través de terreno difícil, transportar pertrechos y capturar posiciones enemigas fortificadas. Fue considerado exitoso en varios aspectos, pero padeció múltiples problemas debido a sus primitivas características.

## Desarrollo
El Mark I fue un desarrollo del Little Willie, el tanque experimental construido para el Landships Committee (Comité de buques terrestres) por el teniente Walter G. Wilson y William Tritton en el verano de 1915. Fue diseñado por Wilson en respuesta a los problemas descubiertos durante el desarrollo de Little Willie. Una torreta sobre el casco habría situado el centro de gravedad a demasiada altura, por lo que los cañones fueron montados en barbetas. El prototipo del Mark I estuvo listo en diciembre de 1915 y fue llamado "Female-Madre" (entre los nombres anteriores figuraban "Máquina de Wilson", "Big Willie" y "Buque terrestre de Su Majestad Ciempiés"). Se fabricaron 150 unidades del Mark I. 

## Descripción
El Mark I era un vehículo con forma romboidal con un bajo centro de gravedad y largas orugas, capaz de transitar por terreno removido y cruzar trincheras. Su armamento principal iba montado en barbetas a los lados del casco.
El interior del casco no estaba compatripulación compartía el mismo espacio con el motor. El ambiente interno era sumamente desagradable; ya que la ventilación era inadecuada, la atmósfera estaba contaminada con monóxido de carbono, vapores de gasolina y aceite del motor y humo de cordita de las armas. Las temperaturas internas podían alcanzar 50 °C (122 °F). Tripulaciones enteras se desmayaban dentro del tanque o, a veces, cuando salían de este y recibían aire fresco.
Para contrarrestar el peligro de las esquirlas de bala o los fragmentos desprendidos del interior del casco, a las tripulaciones se les suministraba máscaras de hierro forradas de cuero y con cota de malla, así como un casco forrado de cuero para proteger la cabeza de las protuberancias del interior del tanque. Las máscaras antigás también eran parte del equipo estándar, al igual que de todos los soldados a estas alturas de la guerra (véase Arma química). Su blindaje lateral de 8 mm de espesor inicialmente lo hacía relativamente inmune a los disparos de armas ligeras, pero podía ser penetrado por la recientemente desarrollada bala antiblindaje K. Además estaba el peligro de ser rodeado por la infantería y atacado con granadas. La siguiente generación de tanques tenía un blindaje más grueso, haciéndolos casi inmunes a las balas K. En respuesta, los alemanes desarrollaron el fusil antitanque Mauser 1918 T-Gewehr de 13,2 mm, además de la Gebalte Ladung ("Carga concentrada") - varias cabezas explosivas atadas alrededor de una granada mod. 24 para obtener una mayor explosión.
El impacto directo de un proyectil de artillería o mortero podía hacer estallar los depósitos de combustible (situados en la parte superior de los "cuernos" delanteros de los marcos de las orugas y a ambos lados de la zona de conducción para permitir el flujo por gravedad). Las tripulaciones incineradas eran retiradas por Compañías de Salvamento especiales, que además recuperaban los tanques dañados. 
Era difícil virar el tanque, ya que se debía variar la velocidad de las dos orugas. Cuatro tripulantes, dos chóferes (uno de cuales además actuaba de comandante; este accionaba los frenos, el otro la caja de cambios primaria) y dos "cambiadores" (uno para la caja de cambios secundaria de cada oruga) eran necesarios para controlar la dirección y la velocidad, que no sobrepasaba la de un hombre caminando. Como dentro del tanque el ruido era ensordecedor, el chófer, tras ajustar la caja de cambios primaria, se comunicaba con el cambiador mediante señales de mano tras llamar su atención al golpear el bloque del motor con una pesada llave de tuercas. Para virajes ligeros, el chófer podía usar la cola de viraje: un enorme aparato arrastrado por el tanque, que consistía en dos grandes ruedas, cada una pudiendo bloquearse al tirar un cable de acero y hacer que el tanque vire en la misma dirección. Si el motor se detenía, el cambiador usaba la palanca de arranque - una gran manivela situada entre el motor y la caja de cambios. Varios de estos vehículos se malograron en medio de la batalla, volviéndose blancos fáciles para los artilleros alemanes. No tenía telégrafo inalámbrico (radio); la comunicación con los puestos de mando se hacía mediante dos palomas, que tenían sus propias escotillas de salida en las barbetas, o mensajeros. Debido al ruido y a la vibración, las primeras pruebas mostraron que los radios no eran prácticos, por lo que lámparas, banderas, semáforos, discos de colores y palomas mensajeras eran parte del equipo estándar de los diversos tanques.
Durante la Primera Guerra Mundial, la propaganda británica utilizó frecuentemente a los tanques, describiéndolos como armas maravilla que ganarían la guerra rápidamente. Aparecieron en películas y canciones populares.

## Variantes
Hubo un requisito para dos tipos de armamento, por lo que 50% de los Mark I fueron armados con dos cañones Hotchkiss QF de 6 libras y tres ametralladoras Hotchkiss de 8 mm, siendo llamados "Macho", y 50% fueron armados con cuatro ametralladoras Vickers y una Hotchkiss, siendo llamados "Hembra". Se le atribuye a Ernest Dunlop Swinton la invención de estos términos.
Para facilitar el viraje, se agregaron un par de grandes ruedas detrás del tanque. Estas no fueron tan efectivas como se había esperado, por lo cual se descartaron.
Los siguientes Mark II, III, IV, V y tanques posteriores tenían un gran parecido con su "Madre".

### Mark I
Archivo:Mark I series
- Tripulación: 8
- Peso en combate
  - Macho: 28,4 toneladas
  - Hembra: 27,4 toneladas
- Blindaje: 6-12 mm
- Armamento
  - Macho: dos cañones Hotchkiss QF de 6 libras, tres ametralladoras Hotchkiss de 8 mm
  - Hembra: cuatro ametralladoras Vickers de 7,70 mm, una Hotchkiss de 8 mm

El cañón autopropulsado Mark I era un diseño aparte, que iba a ser armado con un cañón de campaña o un obús que pudiese dispararse desde el vehículo. En servicio, fue principalmente empleado para transportar pertrechos y municiones. Se construyeron 48 unidades.

### Mark II

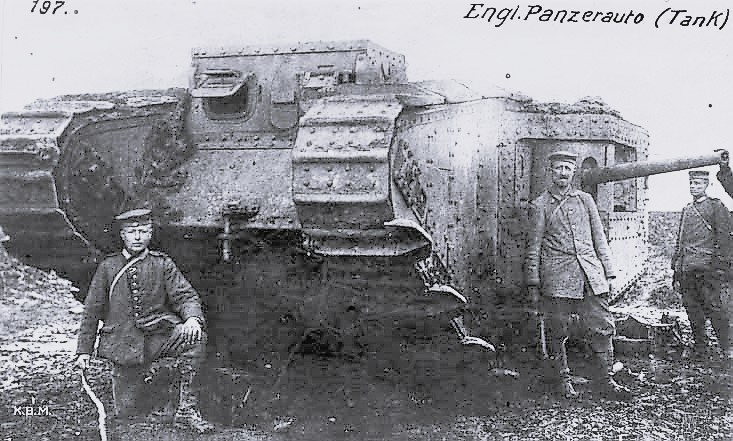
El Mark II no. 799, capturado por los alemanes cerca de Arrás el 11 de abril de 1917.

El Mark II incorporaba pequeñas mejoras respecto al Mark I. Ya que el Ejército declaró al Mark I como insuficientemente desarrollado para su empleo en combate, la orden para el Mark II no sería cancelada pero solamente se usaría para entrenamiento.
Ya que solo serían empleados para entrenamiento, supuestamente estarían cubiertos por acero sin templar, aunque hubo cierta duda sobre esta afirmación a inicios de 1917. Inicialmente veinte fueron enviados a Francia y veinticinco se quedaron en el terreno de entrenamiento de Wool, Dorset, Gran Bretaña; los cinco tanques restantes fueron empleados como vehículos de pruebas. Como los prometidos tanques Mark IV no habían llegado a inicios de 1917 se decidió, a pesar de las protestas de Stern (véase abajo), enviar los veinticinco tanques de entrenamiento a Francia, donde se unieron a los otros veinte Mark II y quince Mark I en la Batalla de Arrás en abril de 1917. Cabe destacar que en Arrás los alemanes fueron capaces de perforar el blindaje de los tanques Mark I y Mark II con sus balas antiblindaje para ametralladora.
El Mark II fue construido desde diciembre de 1916 hasta enero de 1917 por Foster & Co y Metropolitan (25 Machos y 25 Hembras respectivamente).

### Mark III
El Mark III era un tanque de entrenamiento, que empleaba ametralladoras Lewis y barbetas más pequeñas para las Hembras. Se construyeron cincuenta. Originalmente se planeó que el Mark III tuviera todas las nuevas características del Mark IV. Por eso es que había dos modelos de entrenamiento diferentes, el Mark II siendo poco más que un Mark I ligeramente mejorado. Sin embargo, el desarrollo de nuevas características fue tan lento que el cambio desde el Mark II fue muy gradual. Los dos últimos Mark III fueron fundidos en la Segunda Guerra Mundial. No fueron empleados en ultramar.

### Mark IV

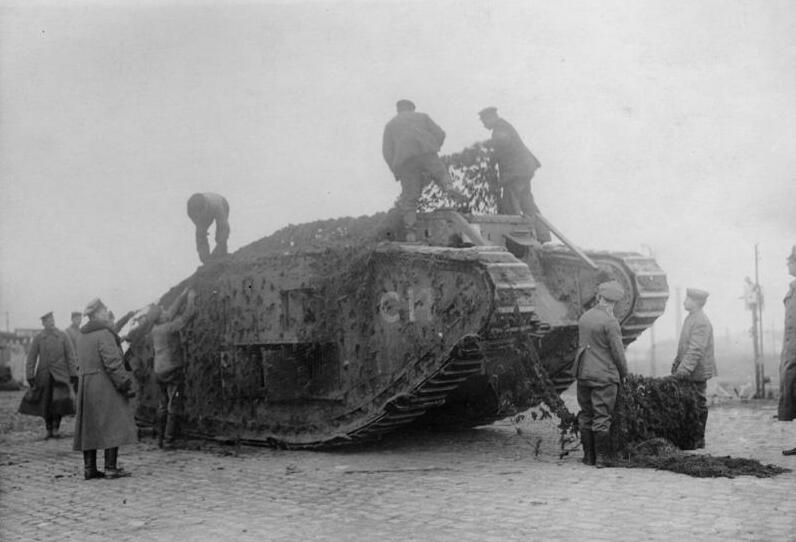
El Mark IV Hembra C14. Fotografiado con soldados alemanes tras la Batalla de Cambrai, diciembre de 1917.

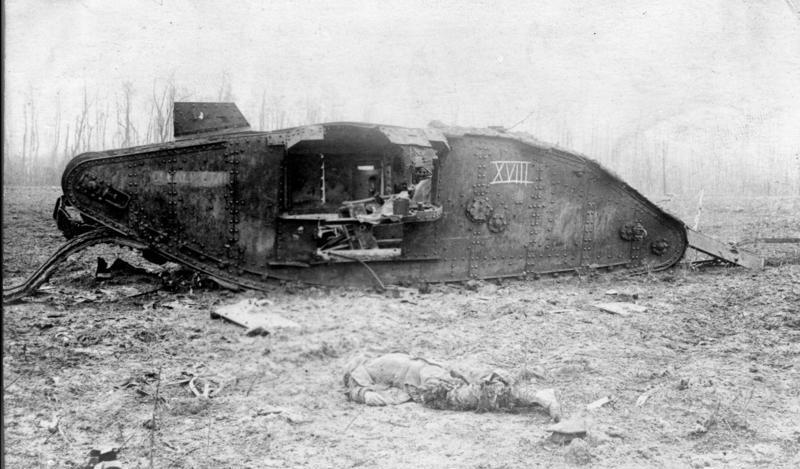
Un Mark IV Hembra puesto fuera de combate.

El Mark IV era una versión con blindaje mejorado del Mark I, que entró en producción en mayo de 1917. Originalmente se habían planeado mejoras mecánicas fundamentales, pero estas tuvieron que posponerse y el principal cambio consistió en el montaje de cañones de caña corta Hotchkiss QF de 6 libras 6 cwt. Todo su combustible estaba almacenado en un único depósito externo (situado entre los "cuernos" posteriores de las orugas), en un intento por mejorar la seguridad de la tripulación. Las barbetas podían retraerse hacia adentro para reducir el ancho del tanque al transportarlo en tren. Los rieles del techo llevaban una viga desenzanjadora. Se construyeron un total de 1.220 tanques: 420 Machos, 595 Hembras y 205 Avitualladores, que eran tanques de pertrechamiento. 
El Mark IV fue empleado exitosamente en la Batalla de Messines en junio de 1917, donde sobrepasó a la infantería sobre terreno seco. Pero en la Batalla de Passchendaele de julio y agosto, los Mark IV tuvieron dificultades con el terreno pantanoso y fueron de poca utilidad. Unos 432 tanques Mark IV fueron empleados durante la Batalla de Cambrai en noviembre de 1917.
El primer enfrentamiento entre tanques fue entre los Mark IV y los A7V alemanes, en la Segunda Batalla de Villers-Bretonneux en abril de 1918.

### Serie Mark V

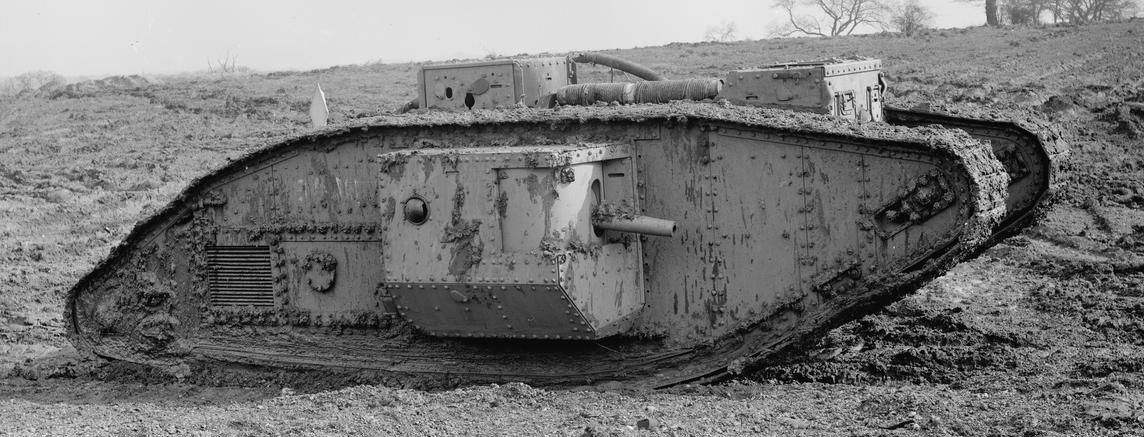
Un Mark V Macho, mostrando el cañón Hotchkiss de 6 libras (57 mm) de caña corta en la barbeta derecha.

El Mark V inicialmente iba a ser un tanque de diseño completamente nuevo, del cual se había terminado una maqueta de madera. Sin embargo, cuando el nuevo motor y la transmisión que originalmente estaban destinados para el Mark IV estuvieron disponibles en diciembre de 1917, el más avanzado diseño del Mark V fue abandonado por temor de interrumpir la producción. La denominación "Mark V" fue aplicada a una versión mejorada del Mark IV, equipada con los nuevos sistemas. El diseño original del Mark IV iba a ser una importante mejora respecto al Mark III, pero se limitó a unas pocas mejoras debido a retrasos técnicos. Entonces el Mark V resultó ser muy similar al diseño original del Mark IV: un Mark III sumamente modificado. 
Se construyeron 400 tanques: 200 Machos y 200 Hembras. Varios fueron convertidos en Hermafroditas (conocidos también como "Compuestos") al equiparlos con una barbeta de Macho y una barbeta de Hembra, por lo que cada tanque tenía un cañón de 6 libras. Esta medida se tomó para asegurarse de que los tanques Hembra no estuvieran en desventaja al enfrentarse con tanques británicos Macho capturados por los alemanes o con sus propios A7V. 
El Mark V fue empleado por vez primera en la Batalla de Hamel el 4 de julio de 1918, cuando 60 tanques contribuyeron a un exitoso asalto de las unidades australianas contra las líneas alemanas. Participó en ocho grandes enfrentamientos durante la guerra. Unos cuantos fueron empleados en la Intervención aliada en la Guerra Civil Rusa del lado de los Rusos Blancos. La mayoría fueron capturados por el Ejército Rojo en la Guerra Civil Rusa. Cuatro fueron retenidos por fuerzas estonias y dos por Letonia.

### Mark VI
El Mark VI fue uno de dos proyectos relacionados para desarrollar el tanque, iniciados a finales de 1916. Al Mark V se le aplicarían tantas características avanzadas como sea posible en el diseño del casco del Mark I y el Mark VI sería una completa ruptura de la forma del casco del Mark I. Pero el Mark V no pudo construirse como tal por demoras con el Mark IV y se tuvo que construir un Mark V distinto. El diseño del proyecto Mark VI tenía un casco totalmente nuevo - más alto y con guías de orugas redondeadas. El único cañón principal iba montado en el frente del casco. Pero no pasó de una maqueta de madera; el proyecto fue cancelado en diciembre de 1917 para poder iniciar el de un tanque desarrollado en colaboración con los Estados Unidos (el Mark VIII). 

### Mark VII
Mark Knothe, el Oficial de Enlace Técnico entre Stern, Elles y Anley, contribuyó al desarrollo del tanque diseñando un Mark I más largo equipado con transmisión hidráulica Williams-Janney; uno de los Mark II empleados como vehículos de pruebas utilizaba una transmisión hidráulica. En octubre de 1917, se le otorgó un contrato a Brown Brothers de Edimburgo para seguir desarrollando esta línea de investigación. El prototipo estuvo listo en julio de 1918. Su sistema de transmisión era muy complejo. El motor Ricardo de 150 hp accionaba bombas Variable Speed Gear Ltd., que a su vez accionaban dos motores hidráulicos que movían cada oruga mediante varias cadenas. Para evitar el obvio peligro de sobrecalentamiento había varios ventiladores, rejillas y radiadores. El viraje era sencillo y gradual, por lo cual esta versión fue puesta en producción para equipar un batallón de tanques. Se construyeron tres y de una orden de 74, solamente uno fue suministrado al final de la guerra. Fue obviado en favor del Mark V**, que había sido ordenado al mismo tiempo. Su casco era ligeramente alargado en comparación con el del Mark V. No ha sobrevivido ningún Mark VII.

### Mark VIII

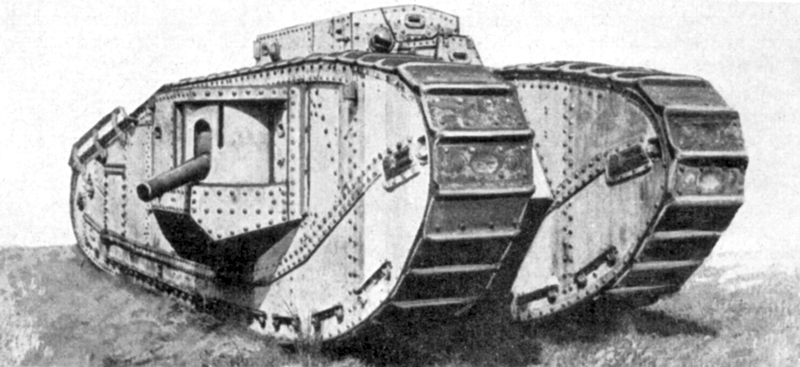
El Mark VIII (Liberty).

Cuando Stern fue retirado de su puesto luego de algunos desacuerdos con la Oficina de Guerra, fue nombrado a cargo de un nuevo departamento para trabajar en un diseño cooperativo entre los Aliados -ensamblaje en Francia, cascos, armamento y sus municiones del Reino Unido y otras piezas (principalmente motores) de los Estados Unidos.
 La participación estadounidense en el desarrollo del diseño del tanque dio origen al Mark VIII, conocido también como "Liberty" o tanque anglo-estadounidense (aunque inicialmente los franceses estuvieron parcialmente involucrados).
El motor estaba separado de la tripulación por un tabique y la superestructura incluía ametralladoras que disparaban hacia adelante y hacia atrás. De una planeada producción (compartida) de 1.500 cada uno, 24 fueron construidos por los británicos antes de retirarse del proyecto y 100 por los estadounidenses. Los 100 fueron producidos entre septiembre de 1918 y 1920 en el Arsenal de Rock Island, a un costo de $35.000 ([£8,750) la unidad ($430.000 [£226.000] en 2006). Unos 40 cascos para el Liberty estadounidense fueron producidos por el Sindicato de Tanques de Mánchester y 11 tanques Mark VIII británicos fueron producidos por la North British Locomotive Co.
Estos fueron empleados y mejorados hasta la década de 1930, cuando fueron entregados a Canadá para entrenamiento (al contrario de los M1917, que fueron vendidos a precio de chatarra). El tanque tenía una longitud de 10 metros (34 pies) y se planeó una versión más larga de 13 metros (44 pies), pero no se llegó a fabricar (el Mark VIII*). Ya era obsoleto hacia la década de 1930 debido a su velocidad (menos de 10 km/h) y blindaje (6-16 mm), pero tuvo la mayor capacidad de cruzar trincheras de cualquier otro vehículo blindado. Los tanques principales de batalla y vehículos de combate de infantería modernos precisan de tanques posapuentes para cruzar trincheras anchas y profundas. 
- Tripulación: 12 (posteriormente 10)
- Peso: 37,6 toneladas
- Largo/Alto/Ancho: 10,4 m por 3,1 m por 3,8 m (largo del Mark VIII*: 13,4 m)
- Motor: Ricardo de 330 hp, gasolinero (Reino Unido), Liberty V12 de 300hp (Estados Unidos).[15]

### Mark IX
El Mark IX era un portatropas o vehículo de aprovisionamiento para la infantería, siendo uno de los primeros transportes blindados de personal sobre orugas si no se incluyen los experimentos con los Mark V alargados. Se construyeron 34 de una orden de 200.

### Mark X
Proyecto en papel para mejorar el Mark V, originalmente conocido como Mark V***. Era básicamente un plan de emergencia en caso de que el proyecto del Mark VIII fallase (si fallaba, se había previsto una producción de 2.000 para 1919), tratando de producir un tanque con la mayor cantidad posible de piezas del Mark V pero con una maniobrabilidad y confort de la tripulación mejorados.

## Historial de combate

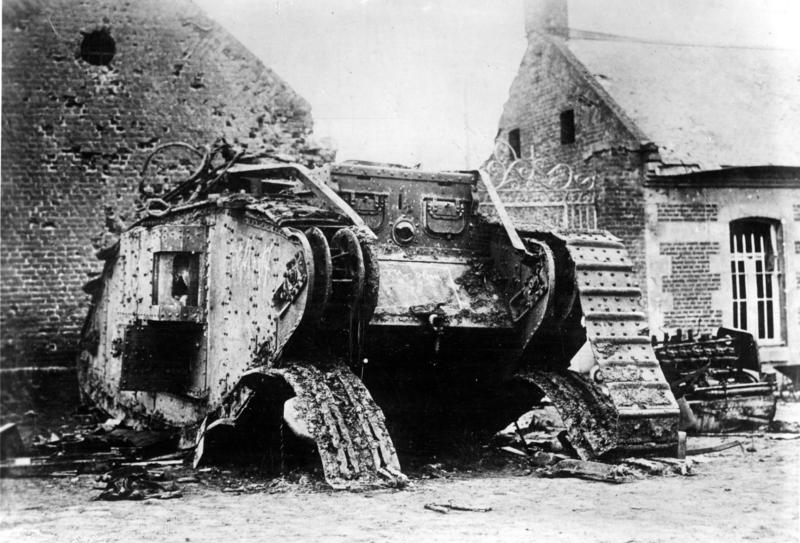
Un Mark IV puesto fuera de combate cerca de Cambrai, 1917.

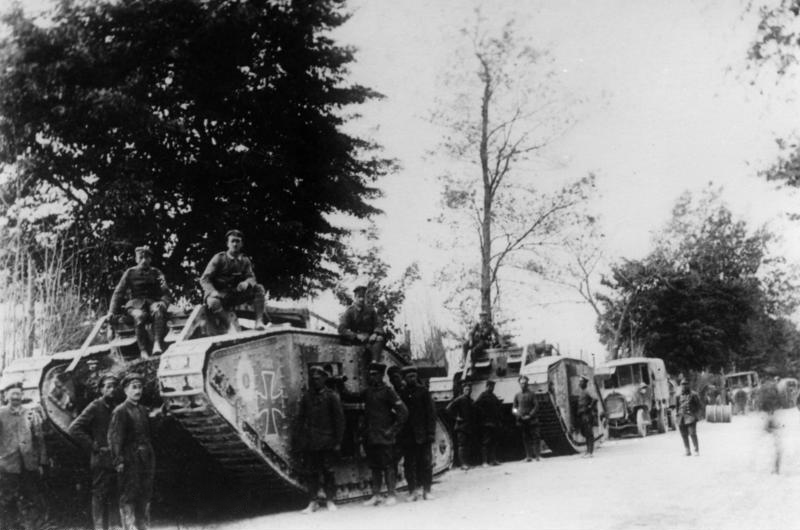
Soldados alemanes usando tanques Mark IV capturados durante la Segunda Batalla del Marne.

Los primeros tanques fueron agregados como "Rama Pesada" al Machine Gun Corps hasta que el Tank Corps fue formado el 28 de julio de 1917 por Autorización real. Una pequeña cantidad de tanques Mark I tomó parte en la Batalla del Somme durante la Batalla de Flers-Courcelette en septiembre de 1916. Fueron empleados para traspasar alambradas de púa y limpiar el camino a la infantería, incluso atravesando casas para destruir nidos de ametralladora.
 Aunque varios tanques se malograron o se empantanaron, casi un tercio de los que atacaron pudieron cruzar la tierra de nadie y su efecto sobre el enemigo fue registrado, dando lugar a que el Comandante en Jefe británico Douglas Haig ordene mil tanques más. Esto fue una sorpresa: William Tritton ya había empezado a desarrollar un tanque más pesado: el Flying Elephant. Desafortunadamente para los Aliados, además le dio tiempo a los alemanes para desarrollar un arma antitanque para la infantería: la bala antiblindaje K de 7,92 mm.
Durante la Batalla de Amiens en agosto de 1918, varios centenares de tanques Mark V junto a los nuevos tanques Whippet y Mark V*, penetraron las líneas alemanas en un prólogo de la moderna guerra mecanizada. 
Los tanques Mark V capturados al Ejército Blanco por el Ejército Rojo durante la Guerra Civil Rusa, fueron empleados en 1921 durante la Invasión soviética de Georgia y contribuyeron a la victoria soviética en la Batalla de Tiflis.
En 1945, las tropas Aliadas encontraron dos tanques Mark V muy dañados en Berlín. La evidencia fotográfica indica que estos eran sobrevivientes de la Guerra Civil Rusa y anteriormente habían estado expuestos en Smolensk antes de ser llevados a Berlín tras la invasión alemana de la Unión Soviética en 1941. No se han verificado los registros de su participación en la Batalla de Berlín.
Un pequeño número de tanques Mark I y Mark IV participaron en 1917 en la Segunda Batalla de Gaza y Tercera Batalla de Gaza, en Palestina.

## Ejemplares sobrevivientes

### Little Willie
Little Willie sobrevive en el Museo de tanques de Bovington; fue salvado de ser desmantelado en 1940: muchos otros prototipos fueron fundidos durante los Preparativos británicos anti-invasión de la Segunda Guerra Mundial con el pretexto de ayudar a defender la base de Bovington de posibles ataques alemanes.

### Mark I
El único Mark I sobreviviente y el tanque más viejo del mundo. Forma parte de la colección del Museo de tanques de Bovington. Está pintado como el Número 705, C19, Clan Leslie, aunque su identidad e historial de combate son desconocidos. Hay indicios que pudo haber servido como tanque de entrenamiento y se ha sugerido que es el Número 702, que sería el segundo Mark I construido. Entre 1919 y 1970 estuvo ubicado en los terrenos de Hatfield House para conmemorar el hecho que fue una zona de pruebas para tanques durante su primigenio desarrollo.

### Mark II
Hay un solo Mark II sobreviviente, F53: The Flying Scotsman, en el Museo de tanques de Bovington. Este tanque todavía muestra los daños sufridos en la Batalla de Arrás en abril de 1917.

### Mark IV
Han sobrevivido siete Mark IV. 
- Un Mark IV Hembra, F4: Flirt II, que combatió en la Batalla de Cambrai, está en el Museo de Lincolnshire, Lincoln, Inglaterra, prestado por el Museo de tanques de Bovington. La empresa local William Foster & Co. fabricó los primeros tanques.
- Un Mark IV Hembra está conservado en Ashford, Kent. Este es uno de los muchos que fueron regalados a pueblos y ciudades para exhibición después de la guerra; la mayoría fueron desmantelados en las décadas de 1920 y 1930.
- El Museo Real del Ejérctiro en Bruselas tiene un Mark IV Macho, el Lodestar III, que todavía conserva su pintura original.
- Un Mark IV Hembra, Grit, está expuesto en el salón ANZAC del Australian War Memorial.
- En 1999 fue desenterrado un Mark IV Hembra, el D51: Deborah, en el pueblo de Flesquières, Francia. Había sido puesto fuera de combate por la artillería alemana en la Batalla de Cambrai y enterrado para llenar un cráter. Se está trabajando en su restauración.[20]
- Un Mark IV Macho. Excellent, está expuesto en Bovington. Luego de la Primera Guerra Mundial, este tanque fue regalado por el Ejército al HMS Excellent, una base costera de la Royal Navy donde se entrenaron algunos tanquistas. Durante la Segunda Guerra Mundial nuevamente estuvo operativo con la Home Guard, cuando hubo la amenaza de invasión alemana en 1940.[21] Aún es mantenido en estado funcional.[22]
- Un Mark IV Hembra, Liberty, expuesto en el Museo de armamento del Ejército de los Estados Unidos, en Aberdeen, Maryland. Originalmente llamado Britannia, fue rebautizado Liberty y entró a la colección del museo en 1919. Tras décadas expuesto a la intemperie, se encuentra en malas condiciones pero será restaurado.[23]

### Mark V
Han sobrevivido once Mark V. La mayoría están en Rusia o Ucrania y son sobrevivientes de los tanques enviados para ayudar a las fuerzas Blancas durante la Guerra Civil Rusa.
- El Museo de tanques de Bovington exhibe un Mark V Macho, Número 9199, uno de los dos tanques británicos de la Primera Guerra Mundial que todavía funcionan. Combatió en la Batalla de Amiens, en la cual su comandante -Teniente H. A. Whittenbury - recibió la Cruz Militar.
- Un Mark V** Hembra, Ol'Faithfull, también está conservado en Bovington.
- Un Mark V Macho sumamente restaurado, Devil, sobrevive en el Museo Imperial de la Guerra de Londres.
- Un Mark V* Macho, Número 9591, forma parte desde 2010 de la colección del Museo Nacional de Tanques y Caballería de Fort Benning, Georgia. Suministrado a la Compañía A del 301° Batallón de Tanques Pesados y puesto fuera de combate por un solo disparo de artillería el 27 de septiembre de 1918 durante el ataque contra la Línea Hindenburg, fue reparado y enviado a los Estados Unidos. Representa el único ejemplar sobreviviente del Mark V*.
- Un Mark V se encuentra en el Museo de Blindados de Kúbinka, Rusia.
- Un Mark V sirve como monumento en Arcángel. Fue originalmente empleado por fuerzas británicas durante la Intervención aliada en la Guerra Civil Rusa.
- Dos Mark V Compuesto conservados forman parte de un en Lugansk, Ucrania. Dos más se encuentran almacenados.
- Un Mark V Compuesto en el Museo histórico de Járkov, Ucrania.

### Mark VIII/Liberty
- Un Mark VIII Liberty originalmente ubicado en el Aberdeen Proving Ground de Maryland, fue transferido en 2010 al Museo Nacional de Tanques y Caballería de Fort Benning, Georgia. El vehículo fue inicialmente asignado al 67° Regimiento de Infantería (Tanques Pesados) en Fort Benning, Georgia.
- Un tanque Liberty modificado está conservado en Fort Meade, Maryland. El tanque expuesto en el Museo Post fue fabricado en 1920 en el Arsenal de Rock Island, Illinois. Fue asignado al 301° Batallón de Tanques (Pesado), redenominado más tarde 17° Batallón de Tanques (Pesado). Entre 1921-1922, esta unidad estuvo al mando del mayor Dwight D. Eisenhower.
- Un Mark VIII se encuentra en Bovington.

### Mark IX
Un solo vehículo sobrevive en Bovington. Ha sido restaurado.

## Galería de imágenes

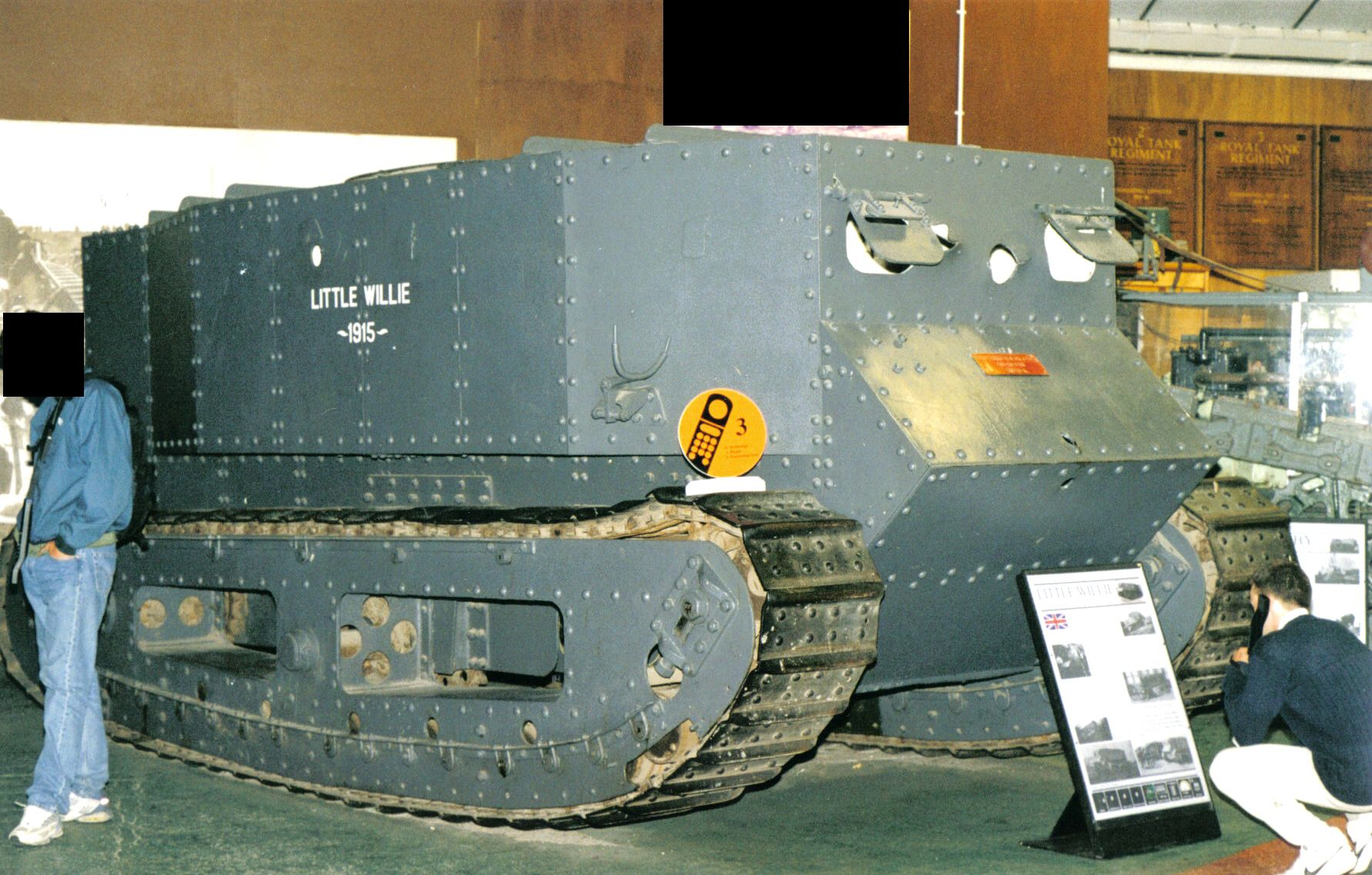
Little Willie, fotografiado en 2001.
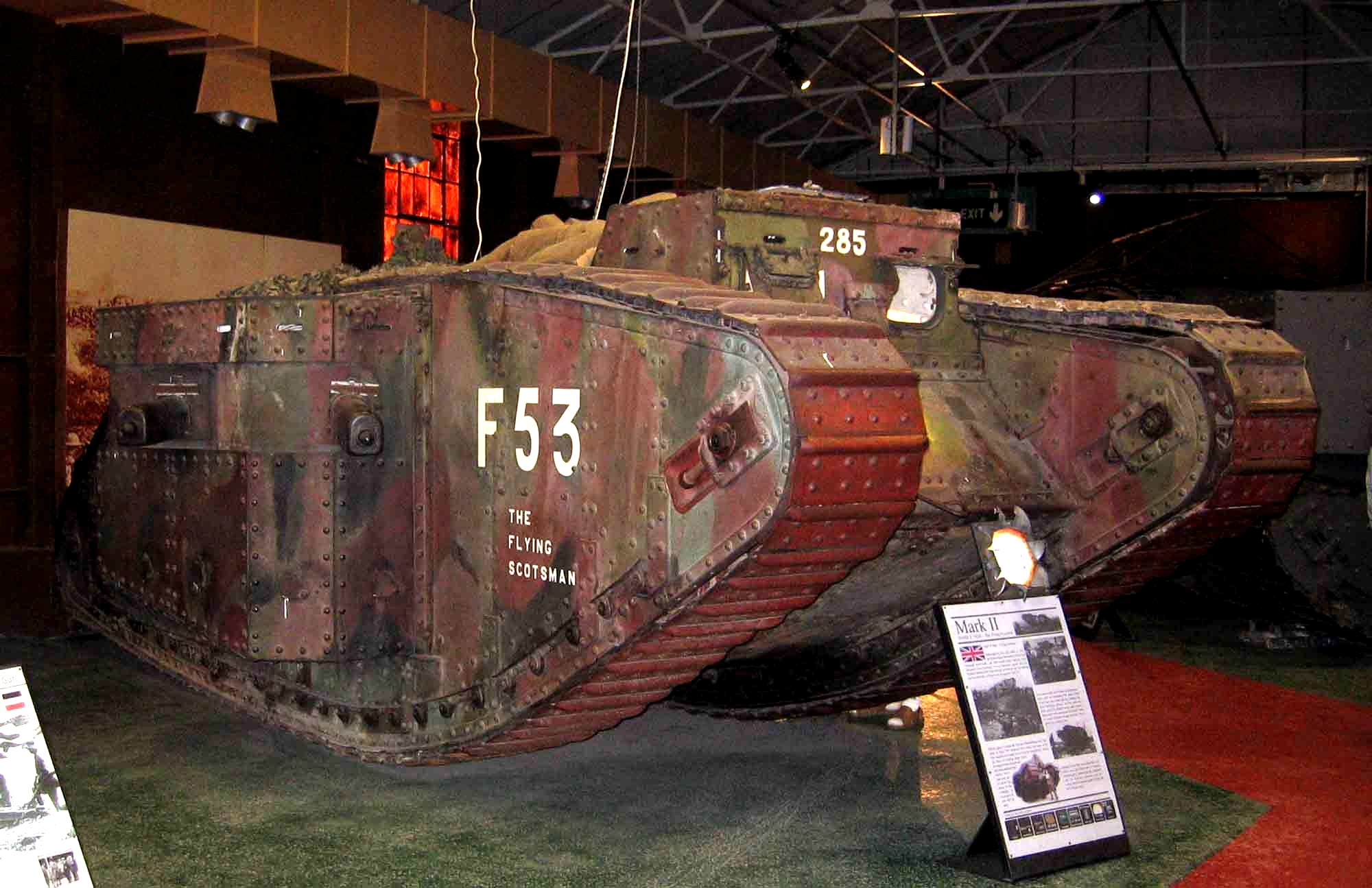
El Mark II del Museo de tanques de Bovington.
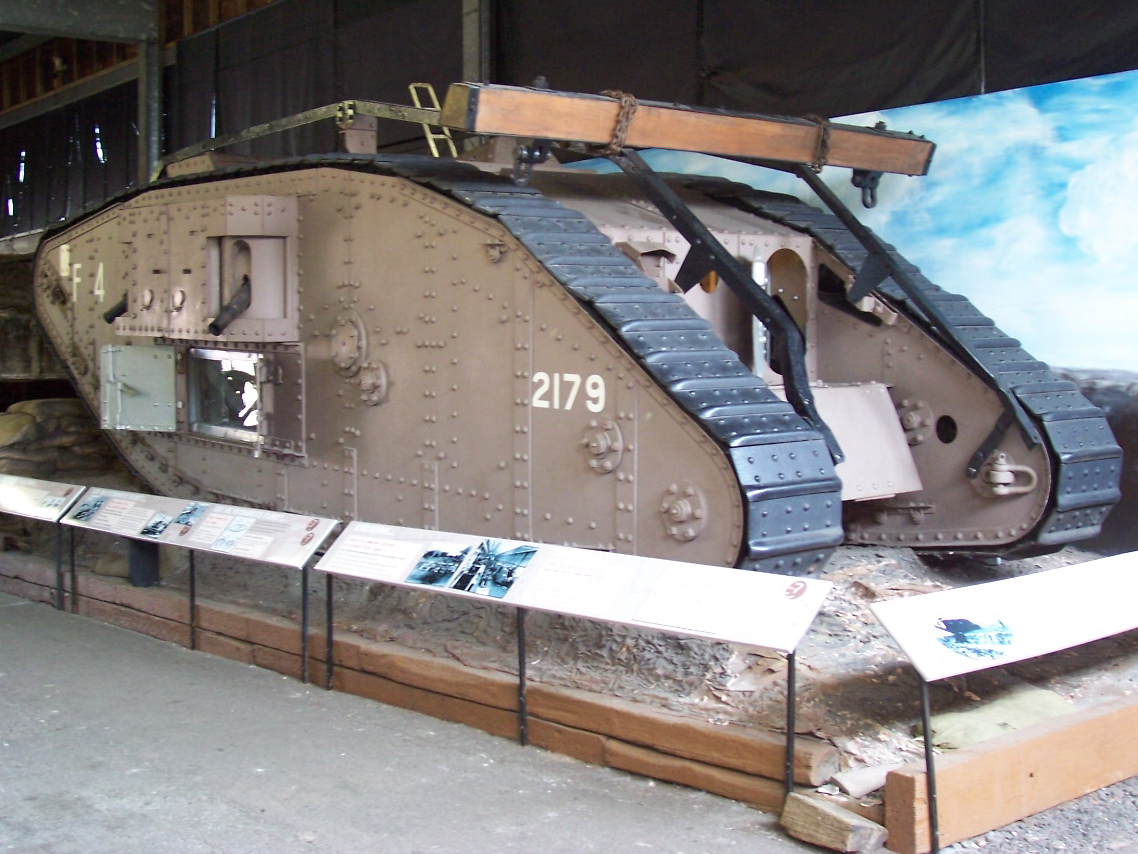
Un Mark IV en el Museo de Lincolnshire.
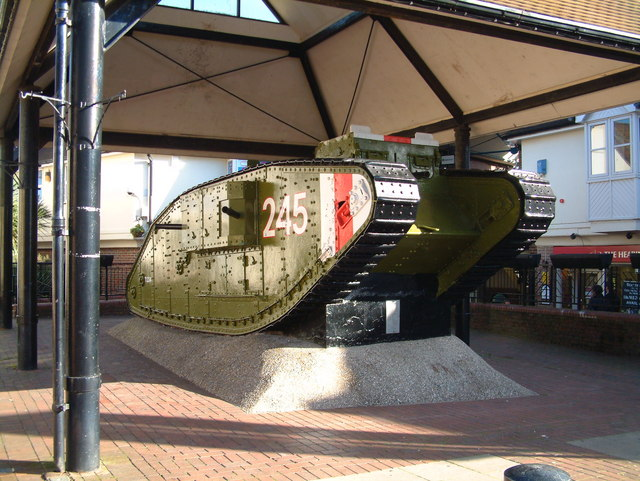
Un Mark IV Hembra conservado en Ashford, Kent
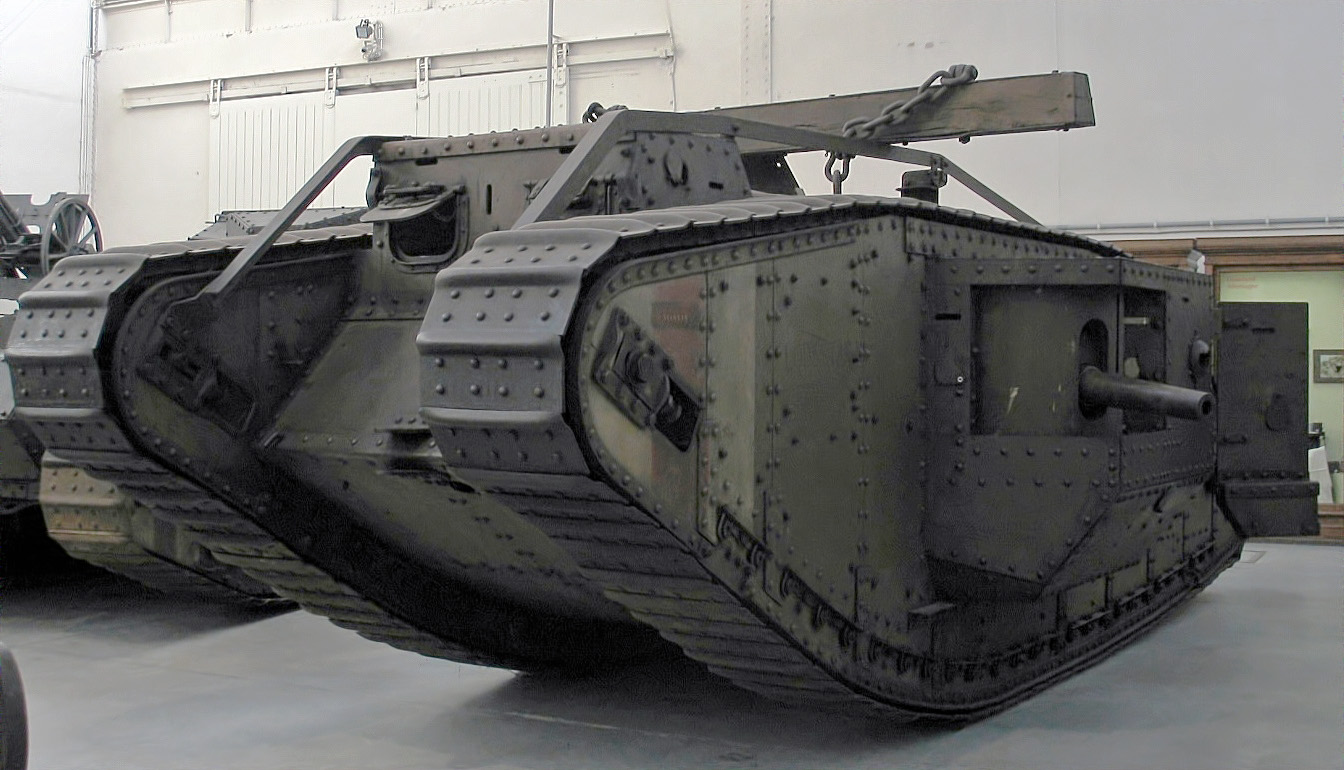
El Mark IV del Museo Real del Ejército belga, Bruselas.
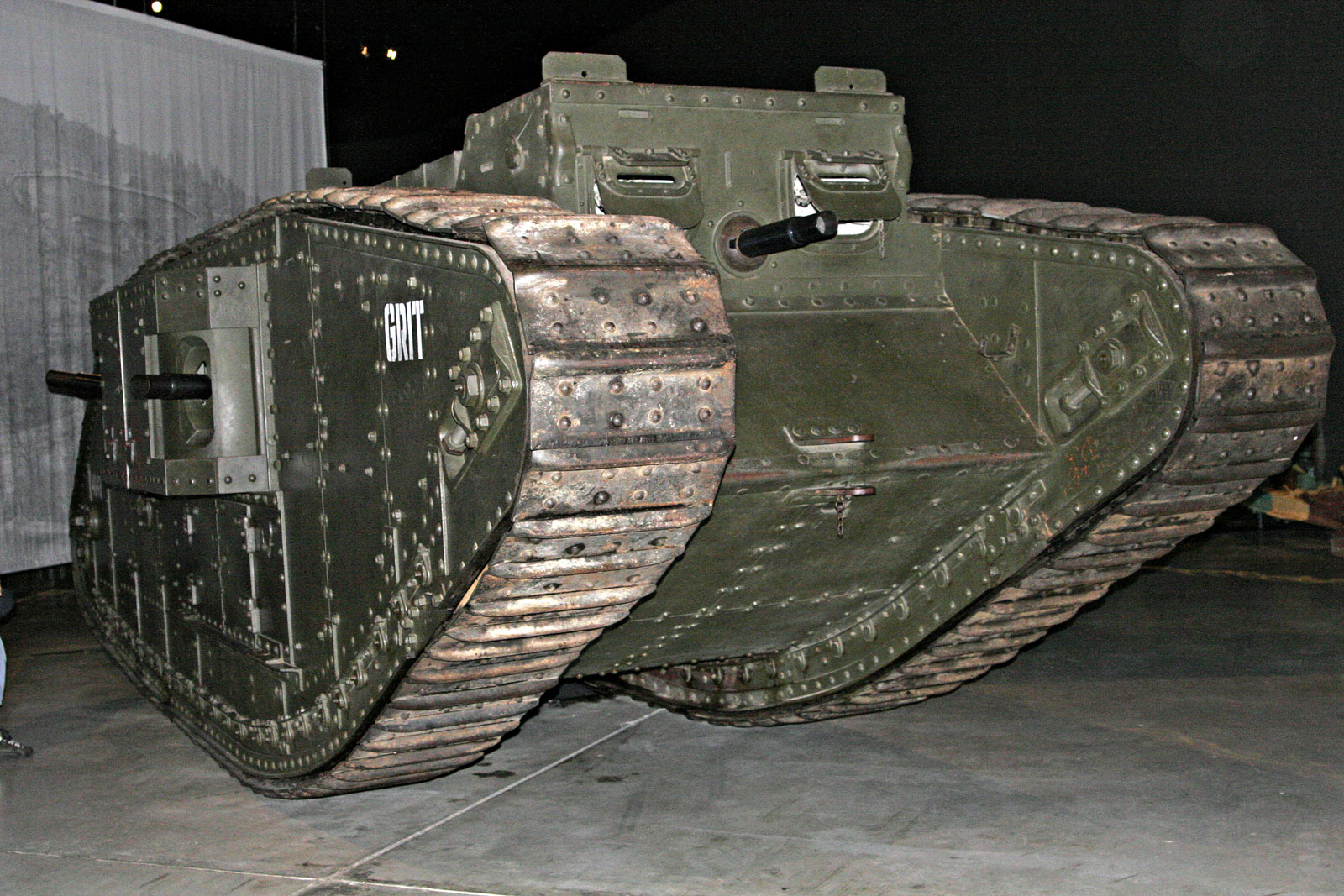
Un Mark IV en el Australian War Memorial.
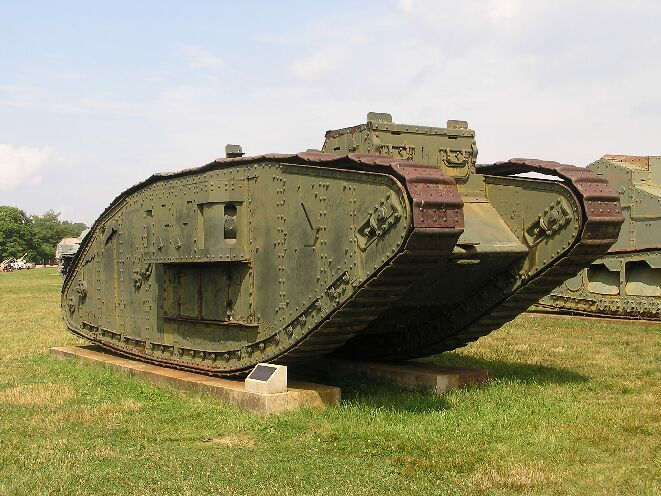
El Mark IV Hembra Liberty, en el Aberdeen Proving Ground.
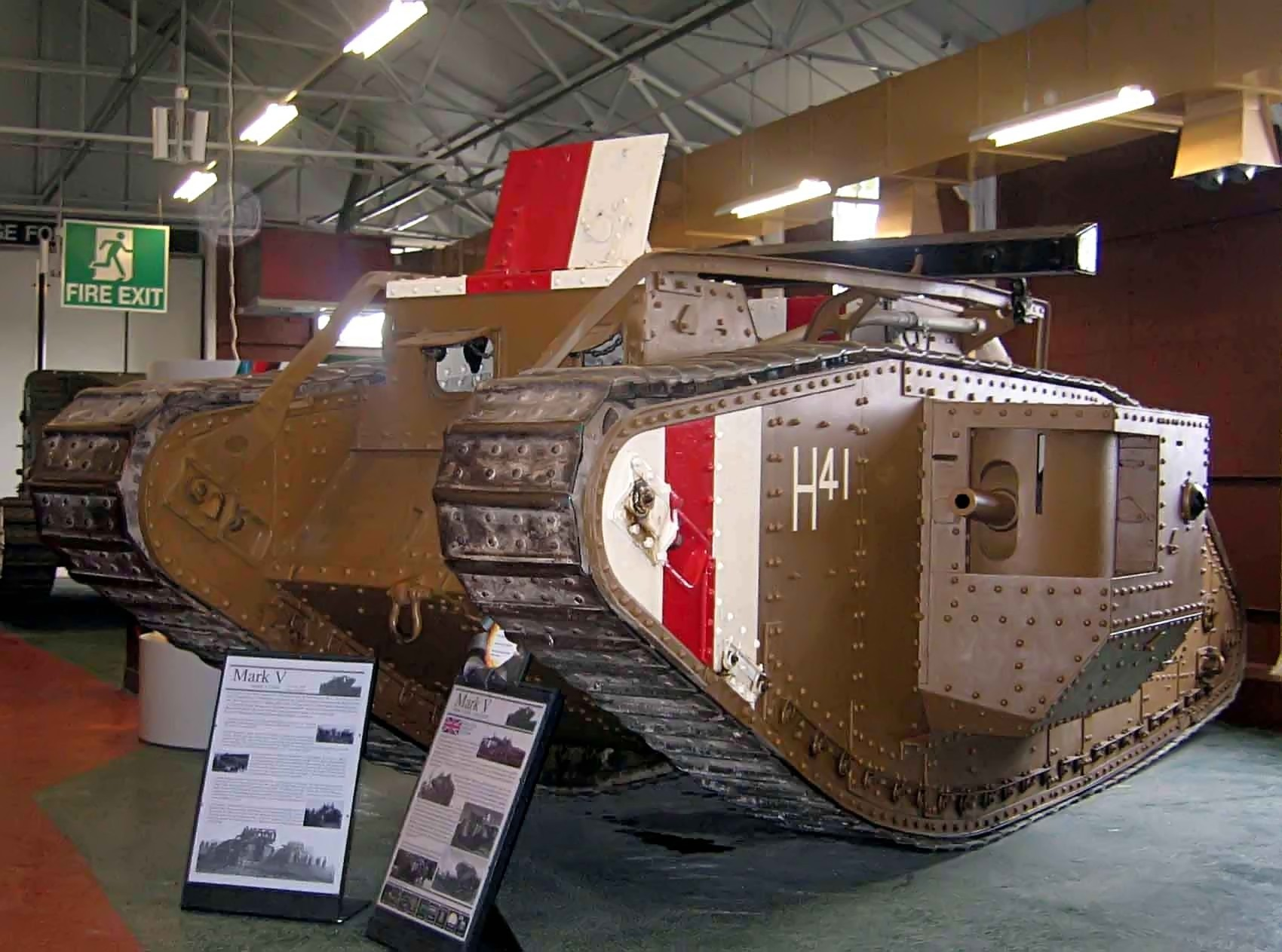
El Mark V de Bovington; nótese las rayas verticales blanco-rojo-blanco de identificación, todavía empleadas por los británicos a comienzos de la Segunda Guerra Mundial.
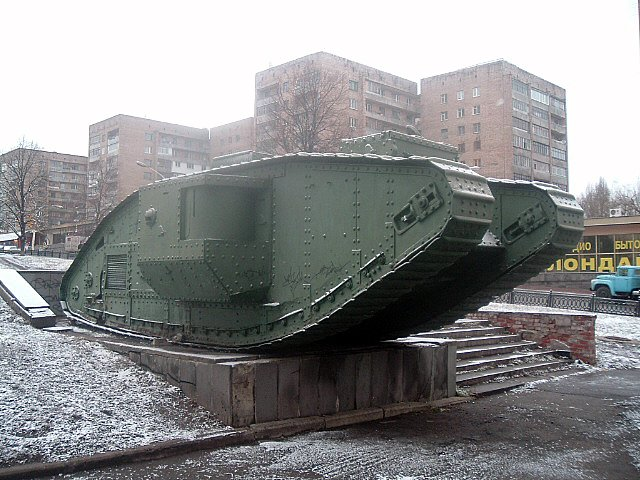
Tanque Mark V Compuesto en Lugansk, Ucrania, visto desde la derecha.
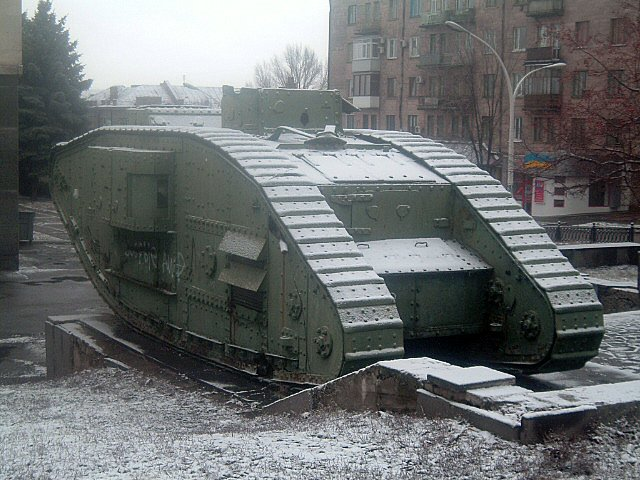
Tanque Mark V Compuesto en Lugansk, Ucrania, visto desde la izquierda.
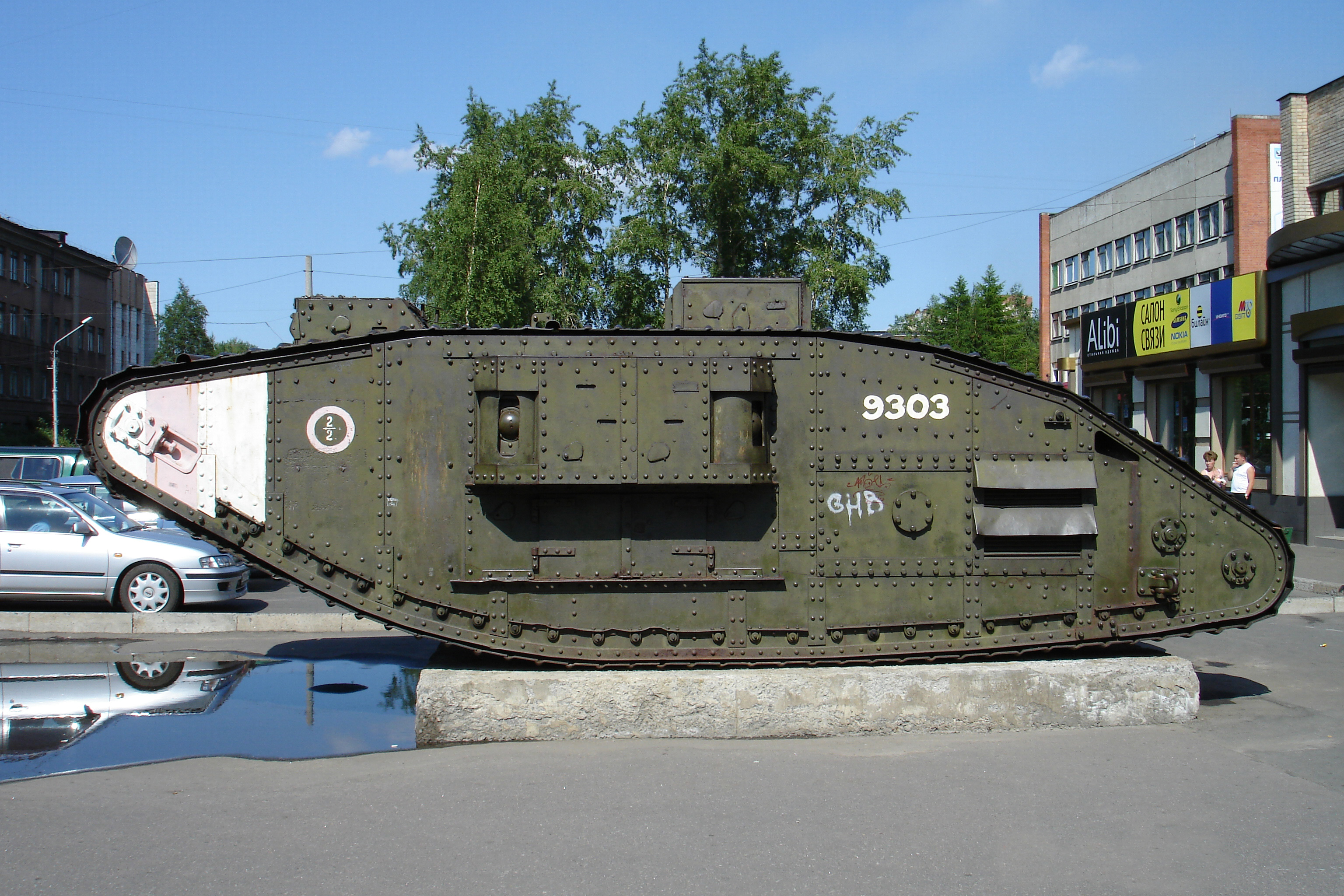
Tanque Mark V en Arkhangelsk, capturado por el Ejército Rojo durante la intervención británica en Rusia.